# Districte de Monapo
El districte de Monapo és un districte de Moçambic, situat a la província de Nampula. Té una superfície de 3.598 kilòmetres quadrats. En 2007 comptava amb una població de 304.060 habitants. Limita al nord amb el districte de Nacaroa, a l'oest amb els districtes de Muecate i Meconta), al sud amb el districte de Mogincual i a l'est amb els districtes de Mossuril i Nacala-a-Velha.

## Divisió administrativa
El districte està dividit en quatre postos administrativos (Itoculo, Monapo e Netia), compostos per les següents localitats:
- Posto Administrativo de Itoculo:
  - Itoculo
  - Murruto
- Posto Administrativo de Monapo:
  - Vila de Monapo
  - Canacue
  - Nacololo
- Posto Administrativo de Netia:
  - Netia